# 웨이코 포위전
웨이코 포위전(영어: Waco siege)은 1993년 2월 28일에서 4월 19일 사이 미합중국 연방정부와 텍사스 주정부가 데이비드 코레시 교주의 신흥종교인 다윗교의 농성을 무력 진압한 사건이다.

## 배경
다윗교는 1955년 재림교에서 갈라져 나왔으며, 교주는 데이비드 코레시였다. 종말이 임박했다고 믿던 다윗교도들은 텍사스주 웨이코 시에서 북동쪽으로 14 킬로미터 떨어진 마운트캐멀센터의 목장에 공동체를 이루고 살았다.
1993년 웨이코의 지역 언론에 다윗교의 폐쇄적 공동체 내에서 코레시가 공동체의 모든 여성을 자신의 것으로 선언하고 자신을 중심으로 하는 일부다처제를 행하며 12-13세의 어린이를 포함한 여러 여성과 결혼, 적어도 12명의 아이를 낳았다는 내용의 보도가 발표되기 시작했다. 한편 이외에도 다윗교는 1992년 5월부터 주류·담배·화기, 폭발물 단속국(ATF)에 의해 불법 무기 비축 혐의를 받고 있었고, ATF는 비밀 요원을 잠입시키는 등 면밀한 조사로 증거를 모은 끝에 무기법 위반 혐의로 다윗교에 대한 수색, 체포 영장을 받았다. 또한 ATF는 이들이 군사 자산 확보를 위해 마약 제조 시설을 운영하고 있을 가능성도 제기하였다.

## 사건
1993년 2월 28일 아침 ATF가 영장 집행을 위해 목장을 급습했을 때 갑작스레 양측 간에 총격전이 발생하여 ATF 요원 네 명과 다윗교도 여섯 명이 사망했다. ATF가 진압에 실패하고 사망자가 나오자 연방수사국(FBI)이 지휘권을 넘겨받고 나서게 되었고, 이후 다윗교도들은 51일에 걸친 농성을 시작했다. 당시 FBI 내에서도 협상파와 강경파의 의견이 분분하였고, FBI는 비디오 테이프를 교환하며 의사소통을 하고 여러 협상책을 시도하는 한편, 밤에 시끄러운 소리를 방송하여 수면부족을 유도하거나 장갑차로 주변을 돌며 위협하는 등 강경책도 이어갔다.
농성 끝에 4월 19일 FBI는 다윗교도들을 바깥으로 몰아내고자 최루가스를 투입하고 중무장한 채 농장을 습격했다. 이때 목장 건물에 원인불명의 화재가 발생하여 교주 코레시를 비롯하여 25명의 어린이 등 76명이 사망하며 사건은 끝을 맺었다.

## 사건 이후
이 사건을 두고서 연방정부 측의 과잉진압인지를 두고 많은 논쟁이 있어 왔다. 주요한 쟁점 가운데 하나는 어느 쪽이 처음 발포했는지 여부로, 다윗교도들은 요원 측이 먼저 발포한 것에 대응하여 자기 방어 행위로서 발포한 것이라고 주장하였다. 또다른 논란의 하나는 최종 진압 과정에서 발생한 화재 문제로, 미국 정부의 조사는 2000년 신도들이 불을 질렀다고 결론내렸다.
웨이코 시 근교에서 발생한 이 사건은 이후 미국의 자유지상주의자들에게 연방정부에 대한 반감을 촉발하여 민병 운동과 총기규제 반대 운동의 구실을 제공했다. 특히 이는 2년 뒤 발생한 오클라호마시티 폭탄 테러를 일으킨 티머시 맥베이의 주요 범행동기가 되었다.